# Cantone di Pont-de-Vaux
Il Cantone di Pont-de-Vaux era una divisione amministrativa dell'arrondissement di Bourg-en-Bresse con capoluogo Pont-de-Vaux.
A seguito della riforma approvata con decreto del 13 febbraio 2014, che ha avuto attuazione dopo le elezioni dipartimentali del 2015, è stato soppresso.
Comprendeva 12 comuni:
- Arbigny
- Boissey
- Boz
- Chavannes-sur-Reyssouze
- Chevroux
- Gorrevod
- Ozan
- Pont-de-Vaux
- Reyssouze
- Sermoyer
- Saint-Bénigne
- Saint-Étienne-sur-Reyssouze